# Chaetolopha peregrina
Chaetolopha peregrina là một loài bướm đêm trong họ Geometridae.